# Anarthrie
L'anarthrie est un trouble du langage caractérisé par une difficulté à articuler pour parler. Elle peut être due, et comprendre, tout ou partie des trois éléments suivants : une faiblesse du mouvement d'articulation, une tension musculaire mal contrôlée, et une désynchronisation du mouvement.

## Description
Elle est rencontrée notamment dans certaines aphasies. Elle est caractérisée par des difficultés articulatoires consécutives à des lésions cortico-sous-corticales (à la différence de la dysarthrie, qui survient à la suite de lésions sous-corticales). Les troubles sont limités aux organes bucco-phonatoires alors que dans la dysarthrie les troubles portent sur les activités motrices en général. Par opposition à la dysarthrie on note une dissociation automatico-volontaire (à la différence de la dysarthrie et de la dyspraxie), une altération moins fréquente de la voix, une plus grande diversité des productions que dans la dysarthrie,et un mauvais contrôle des mouvements avec désynchronisation des composantes.
Des formes dites « pures » (ancienne anarthrie pure de Pierre Marie), c'est-à-dire sans autres symptômes que les troubles de l'articulation, existent lorsque l'aire de Broca n'est pas impliquée en totalité. Le siège lésionnel peut se situer à différents étages du réseau assurant la commande motrice de l'appareil buccophonatoire, soit cortical, dans la région operculaire médiane gauche, soit sous-cortical, entre cette région et la région lenticulaire.

## Histoire
C'est en 1906 que Pierre Marie introduit la notion d'anarthrie qu'il distingue de l'aphasie déclenchant une vive polémique dans le monde de la neurologie. Les limites du savoir de l'époque et la personnalité des acteurs entretint un débat sur la réalité de ce symptôme et l'unicité de son origine qui dura jusqu'à l'approche de sa disparition en 1940 lorsqu'il déclara à Alajouanine qu'il n'avait pas une vision claire de cette affection.